# Capaccio Paestum
Capaccio Paestum, autrefois simplement Capaccio, est une commune italienne de la province de Salerne, en région Campanie.
Sur le territoire de la commune se trouve le site de Paestum et une partie de la réserve naturelle Foce Sele-Tanagro.

## Administration
| Période                                  | Période     | Identité        | Étiquette           | Qualité |
| ---------------------------------------- | ----------- | --------------- | ------------------- | ------- |
|                                          |             | Antonio Domini  |                     |         |
| 13 juin 2004                             | 28 mai 2007 | Vincenzo Sica   |                     |         |
| 28 mai 2007                              | En cours    | Pasquale Marino | Partito Democratico |         |
| Les données manquantes sont à compléter. |             |                 |                     |         |

### Hameaux
Borgo Nuovo, Capaccio Marittima, Cafasso, Chiorbo, Geiarda, Gromola, Laura, Licinella, Paestum, Ponte Barizzo, Rettifilo-Vannulo, Spinazzo, Tempa di Lepre, Tempa San Paolo, Vuccolo Maiorano.

### Communes limitrophes
Agropoli, Albanella, Cicerale, Eboli, Giungano, Roccadaspide, Trentinara.